# Ochetorhynchus ruficaudus
Ochetorhynchus ruficaudus là một loài chim trong họ Furnariidae.